# The Sweet Escape
The Sweet Escape è il secondo album da solista di Gwen Stefani, pubblicato il 5 dicembre 2006 dall'Interscope Records. L'album ha venduto oltre 3,5 milioni di copie.

## Antefatti
In seguito alla pubblicazione dell'album Love. Angel. Music. Baby., Gwen Stefani dichiarò che sarebbe ritornata con i No Doubt e che avrebbero registrato insieme il loro sesto album. Dopo il successo commerciale riscontrato da L.A.M.B., decise di pubblicare un EP con le canzoni escluse dalla scaletta finale dell'album o come tracce bonus di un DVD. Tuttavia Pharrell Williams, con cui aveva scritto Hollaback Girl, convinse la Stefani a creare "un seguito a L.A.M.B.", e i due passarono il luglio del 2005 ad incidere varie canzoni a Miami (USA).
Durante queste sessioni furono prodotte le canzoni Wind It Up, Orange County Girl, U Started It, Yummy, Breaking Up e Candyland, brani che furono utilizzati nel 2006 nel corso di una sfilata della linea di abbigliamento della Stefani, la "L.A.M.B.". Wind It Up e Orange County Girl furono inoltre interpretate durante i concerti dell'Harajuku Lovers Tour nel 2005. Gwen Stefani interruppe i suoi progetti discografici nel dicembre 2005 quando scoprì di essere incinta, e ritornò in studio nove mesi dopo, nell'agosto 2006. L'album originariamente avrebbe dovuto intitolarsi Candyland, come il titolo di una traccia che poi fu scartata. The Sweet Escape, come il titolo della seconda traccia, fu preferito perché sottolineava il tema dell'album di scappare verso una vita migliore.

## Copertina
La copertina dell'album è una fotografia opera di Jill Greenberg. L'immagine faceva parte di una serie di foto promozionali che seguirono alla precedente esibizione della Greenberg, End Times. Per End Times, la fotografa aveva dato dei lecca-lecca a dei bambini e glieli toglieva di mano subito dopo, provocando in loro scoppi di pianto che, immortalati dalla Greenberg, sarebbero serviti a rappresentare i problemi della società statunitense. La Greenberg fu accusata di maltrattamento di minori per i suoi scatti; Gwen Stefani invece dichiarò: "Non credo sia 'maltrattamento di minore', è così che pensai, 'è fantastico.' Tutti i bambini piangono" […] "Altri invece reagirono dicendo: 'Oh Dio, è una cosa così sconcertante,' o anche 'è tristissimo.' Io penso sia arte allo stato puro. Serve a smuoverti i pensieri".
Nella foto di copertina Gwen Stefani è ispirata da Elvira Hancock, una prostituta interpretata da Michelle Pfeiffer nel film del 1983 Scarface. Gwen Stefani si ispirò per la prima volta a questo stile quando girò il videoclip di Cool sul Lago di Como, in Italia. Durante le riprese Gwen rimase colpita dal vestito indossato dalla fidanzata di Tony Kanal, bassista dei No Doubt, che indossava un abito ispirato alla moda di fine anni Settanta "lungo, rosato, in poliestere". Fu il vestito a richiamarle alla mente "Michelle Pfeiffer ed il suo fantastico stile [in Scarface]". Gli occhiali da sole oversize rappresentano il suo "lato esteriore protetto".

## Promozione
Gwen Stefani promosse l'album intraprendendo il The Sweet Escape Tour nel corso del 2007.
Il tour la portò ad esibirsi in Nord America, America Centrale, America Meridionale, Oceania, Asia ed Europa. Comprese il primo concerto di Gwen Stefani in Italia, a Milano.

### Singoli
La pubblicazione dell'album è stata anticipata dall'uscita del primo singolo Wind It Up, prodotto da Pharrell Williams. Il secondo singolo estratto è The Sweet Escape, che vede la collaborazione di Akon. Il terzo singolo è 4 in the Morning, a cui seguono Now That You Got It, dove partecipa Damian Marley e infine Early Winter, il cui video è stato girato in parte anche a Milano, proprio durante il The Sweet Escape Tour. Da ultimo, Yummy è uscito come singolo promozionale.

## Accoglienza
| Recensione           | Giudizio |
| -------------------- | -------- |
| AllMusic             | [ 25 ]   |
| Entertainment Weekly | B-       |
| The Guardian         | [ 27 ]   |
| Musica & Dischi      | 3.5/5    |
| NME                  | 4/10     |
| The Observer         | [ 30 ]   |
| Pitchfork            | 6.5/10   |
| PopMatters           | 4/10     |
| Rolling Stone        | [ 33 ]   |
| Slant Magazine       | [ 34 ]   |

The Sweet Escape generò recensioni di vario tipo da parte dei critici musicali. Stephen Thomas Erlewine di Allmusic commentò: "Dalla pomposa produzione al feticismo modaiolo, fino alla sua decisione di rappare in decisamente troppe parti dell'album, tutto questo dance-pop non sembra che una posa." Alex Miller di NME fu categorico nel definirlo il "disco più degno della pattumiera dell'anno", aggiungendo che "la maggior parte del disco serve solo a seppellire ciò che rese Gwen Stefani un pezzo unico." In una recensione per Entertainment Weekly, Sia Michel scrisse che l'album "ha un piglio sorprendentemente capriccioso, poco autobiografico" e aggiunse che "la Stefani non è convincente come diva scontenta del suo ruolo". Mark Pytlik di Pitchfork Media definì le stranezze dell'album come un rischio per la carriera di Gwen Stefani, in cui la maggior parte degli "svitati brani pop porta in un certo modo alla resa dei conti" e ritenne che il poco tempo che Gwen ha dedicato all'album lo porta ad essere "tra l'avanguardia e l'insipido." Paul Flynn dell'Observer, definì l'album meno interessante rispetto a The Dutchess di Fergie e Loose di Nelly Furtado. Robert Christgau sottolineò come canzone più bella dell'album Yummy.
L'album fu criticato per essere troppo simile a Love. Angel. Music. Baby. Sal Cinquemani di Slant Magazine commentò che "The Sweet Escape entrerà nella storia come una scopiazzatura dell'apprezzato debutto solista della Stefani. È disomogeneo come il precedente, e quindi con i suoi stessi alti e bassi". In un'intervista a Rolling Stone, Rob Sheffield dichiarò che Gwen "sembra esausta." Jon Pareles del New York Times scrisse che la Stefani "ha prenotato ancora alcuni degli stessi produttori e ripete alcuni dei vecchi trucchi con meno fascino", aggiungendo che "la superficialità è più divertente quando non si fa così spudorata." Caroline Sullivan del Guardian scrisse che "nel complesso The Sweet Escape suona fresco e arioso." La recensione di PopMatters ad opera di Quentin B. Huff, definì al contrario The Sweet Escape una copia di L.A.M.B.: "lo stesso album, basta aggiungere più rap, una foto di copertina patinata in stile Next-Top-Model, e un paio di influenze sonore più recenti."
Rossella Rambaldi di M&D Musica e Dischi descrisse il disco come "due album in uno: quello della ragazza di provincia, romantica e sognatrice, cresciuta nel mito della new wave e di Madonna; e quello della diva (senza cuore) votata al successo e asservita ai ritmi modaioli del minimalismo ormai (inspiegabilmente) imperante nelle charts di mezzo mondo”, e definì The Sweet Escape un album diviso tra i “nostalgici degli anni Ottanta e in particolare di un pop elettronico addolcito da melodie semplici e, occasionalmente, da ritmi funky di retaggio Prince-iano ("Fluorescent" in primis)” e “… un pubblico che predilige un hip hop ipnotico alla Timbaland (anche se sono quasi sempre i Neptunes a produrre, in un frequente eccesso di suoni caotici e industriali) o alla Beyoncé ultima maniera (Orange County Girl)".

## Tracce
1. Wind It Up – 3:09 (Gwen Stefani, Pharrell Williams, Richard Rodgers, Oscar Hammerstein II)
2. The Sweet Escape (feat. Akon) – 4:06 (Gwen Stefani, Aliaune "Akon" Thiam, Giorgio Tuinfort)
3. Orange County Girl – 3:23 (Gwen Stefani, Pharrell Williams)
4. Early Winter – 4:44 (Gwen Stefani, Tim Rice-Oxley)
5. Now That You Got It – 3:00 (Gwen Stefani, Sean Garrett, Kaseem Dean)
6. 4 in the Morning – 4:51 (Gwen Stefani, Tony Kanal)
7. Yummy (feat. Pharrell) – 4:57 (Gwen Stefani, Pharrell Williams)
8. Fluorescent – 4:18 (Gwen Stefani, Tony Kanal)
9. Breakin' Up – 3:46 (Gwen Stefani, Pharrell Williams)
10. Don't Get It Twisted – 3:37 (Gwen Stefani, Tony Kanal)
11. U Started It – 3:08 (Gwen Stefani, Pharrell Williams)
12. Wonderful Life – 3:58 (Gwen Stefani, Linda Perry)

Bonus track per i Tunes
1. Wind It Up (Harajuku Lovers Live Version) – 3:25 (Gwen Stefani, Pharrell Williams, Richard Rodgers, Oscar Hammerstein II)
2. Wind It Up (Original Neptunes Mix) – 3:08 (Gwen Stefani, Pharrell Williams, Richard Rodgers, Oscar Hammerstein II)

Bonus track internazionali
1. Wind It Up (Harajuku Lovers Live Version) – 3:25 (Gwen Stefani, Pharrell Williams, Richard Rodgers, Oscar Hammerstein II)
2. Orange County Girl (Harajuku Lovers Live Version) – 3:46 (Gwen Stefani, Pharrell Williams) – solo per Giappone, Regno Unito e Australia
3. Wind It Up (Harajuku Lovers Live Video) – 3:24 (Gwen Stefani, Pharrell Williams, Richard Rodgers, Oscar Hammerstein II) – solo per Giappone

## Formazione
Dati presi dal libretto dell'album The Sweet Escape

### Musicisti
- Parti vocali: Gwen Stefani, Sean Garrett, Kingston Rossdale, Talent Bootcamp Kids
- Baritono: Stephen Bradley, Gabrial McNair
- Bassi: Alex Dromgoole, Greg Collins
- Chitarre: Matt Beck, Alex Dromgoole, Greg Collins, Martin Gore, Richard Hawley, Tony Love, Mark Ralph

- Tastiere: Akon, Pete Davis, Loren Dawson, Tony Kanal, Gabrial McNair, Tim Rice-Oxley, Giorgio Tuinfort
- Percussioni: Anthony LoGerfo
- Pianoforte: Tim Rice-Oxley
- Sassofono: Angelo Moore
- Trombone: Gabrial McNair
- Tromba: Stephen Bradley

### Tecnici
- Tecnici del suono: Andrew Alekel, Angelo Aponte, Julian Chan, Andrew Coleman, Bojan Dugich, Brian Garten, Simon Gogerly, Keith Gretlein, Neil Kanal, Jonathan Merritt, Kevin Mills, Colin Mitchell
- Assistenti tecnici: Yvon Bling, Alex Dromgoole, Jason Finkel, Hart Gunther, Ryan Kennedy, Kevin Mills, Glenn Pittman, Ian Rossiter, Steve Tolle
- Registrazione: Greg Collins
- Orchestrazioni: Ron Fair
- Produzione: Akon, Sean Garrett, Nellee Hooper, Tony Kanal, The Neptunes, Mark "Spike" Stent, Swizz Beatz, Giorgio Tuinfort, Greg Collins

- Programmazioni: Akon, Neil Kanal, Tony Kanal, Aidan Love, Ewan Pearson, Giorgio Tuinfort
- Missaggio: Pete Davis, Mark "Spike" Stent, Phil Tan, Richard Travali
- Masterizzazione: Brian Gardener
- A&R: Trinka Baggetta, Jimmy Iovine, Mark Williams
- Fotografia: Cindy Cooper, Nicole Frantz, Jill Greenberg
- Direzione artistica: Jolie Clemens
- Coordinazione artistica: Cindy Cooper, Nicole Frantz

## Successo commerciale

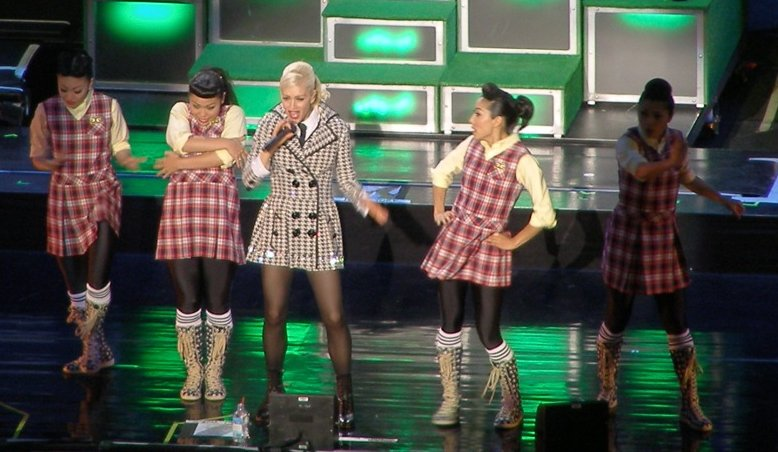
Gwen Stefani interpreta "Wind It Up" durante il The Sweet Escape Tour

The Sweet Escape ebbe successo di vendite in Nord America, ma non raggiunse i risultati del suo predecessore. L'album vendette 243 000 copie negli Stati Uniti nella sua prima settimana, debuttando alla posizione numero 3 della Billboard 200. L'album è certificato disco di platino negli USA, dove ha venduto 1,7 milioni di copie. The Sweet Escape divenne disco di platino in Canada già in prevendita, otto giorni prima della sua pubblicazione ufficiale.
Nel Regno Unito The Sweet Escape arrivò alla posizione numero 14, e nel dicembre 2006 ottenne il disco d'oro nel Paese. L'album ebbe un modesto riscontro nel resto d'Europa; entrò nelle top 10 in Norvegia e in Svizzera, e nelle top 20 in Austria, Finlandia, Germania, Irlanda e Svezia.
The Sweet Escape rimase per due settimane di seguito alla numero 2 in Australia, dove è certificato doppio disco di platino.

## Classifiche

### Classifiche settimanali
| Classifica (2006–07)  | Posizione massima |
| --------------------- | ----------------- |
| Australia             | 2                 |
| Austria               | 18                |
| Belgio Fiandre        | 40                |
| Belgio Vallonia       | 42                |
| Canada                | 3                 |
| Danimarca             | 23                |
| Paesi Bassi           | 35                |
| Europa                | 23                |
| Finlandia             | 15                |
| Francia               | 33                |
| Germania              | 17                |
| Grecia Internazionale | 8                 |
| Ungheria              | 20                |
| Irlanda               | 16                |
| Italia                | 78                |
| Giappone              | 7                 |
| Messico               | 39                |
| Nuova Zelanda         | 4                 |
| Norvegia              | 5                 |
| Polonia               | 29                |
| Svezia                | 19                |
| Svizzera              | 8                 |
| Regno Unito           | 14                |
| Stati Uniti           | 3                 |

### Classifiche di fine anno
| Classifica (2007) | Posizione |
| ----------------- | --------- |
| Australia         | 21        |
| Austria           | 58        |
| Belgio Vallonia   | 90        |
| Europa            | 42        |
| Germania          | 71        |
| Ungheria          | 87        |
| Svizzera          | 47        |
| Stati Uniti       | 15        |